# Mastax thermarum
Mastax thermarum é uma espécie de carabídeo da tribo Brachinini, com distribuição na Ásia e Europa.

## Subespécies
- Mastax thermarum egorovi Lafer, 1973
- Mastax thermarum thermarum (Steven, 1806)

## Distribuição
A espécie tem distribuição na Armênia, Bélgica, Cazaquistão, Geórgia, Grécia, Romênia, Rússia, Tajiquistão, Turquemenistão e Uzbequistão.